# ظاهر فریبنده ۲ (فیلم ۲۰۲۱)
ظاهر فریبنده ۲ (به هندی: Drishyam 2) فیلم جنایی هندی مالایالم-زبان، محصول سال ۲۰۲۱ است که توسط جیتو جوزف نوشته و کارگردانی شده‌است. در این فیلم، که دنباله فیلم ظاهر فریبنده (۲۰۱۳) و دومین قسمت از این مجموعه است، موهنلال، مینا، انسیبا حسن (Ansiba Hassan) و استر آنیل نقش‌های اصلی را بازی کرده‌اند. داستان فیلم شش سال بعد از رخدادهای فیلم ظاهر فریبنده اتفاق می‌افتد.
هنگامی که ساخت فیلم دیگر جیتو با نام رام به خاطر دنیاگیری کووید-۱۹ متوقف شد، او متن فیلمنامه ظاهر فریبنده ۲ را نوشت. ضمن رعایت موارد ایمنی جهت پیشگیری از گسترش کووید ۱۹، فیلمبرداری اصلی در روز ۲۱ سپتامبر شروع شد و در ۶ نوامبر ۲۰۲۰ خاتمه پیدا کرد.
در ابتدا، سازندگان فیلم در نظر داشتند فیلم را در سینما اکران کنند ولی بعد، تهیه‌کنندگان ترجیح دادند فیلم را از طریق سرویس پخش آمازون پرایم ویدئو نمایش دهند. فیلم در روز ۱۹ فوریه ۲۰۲۱ در سرتاسر جهان به نمایش درآمد.